# 왜 서양이 지배하는가
왜 서양이 지배하는가(Why the West Rules—For Now: The Patterns of History, and What They Reveal About the Future)는 영국 역사가 이안 모리스가 2010년에 출판한 역사서이다.

## 내용
이 책은 지난 15,000년 동안 동양과 서양을 비교하며, 문화, 종교, 정치, 유전학, 위인보다는 물리적 지리가 서양의 세계 지배를 설명한다고 주장한다. 모리스의 사회 개발 지수는 문명이 유용하게 포착할 수 있는 에너지의 양, 조직 능력(대도시의 규모로 측정), 전쟁 수행 능력(무기, 병력, 병참), 정보 기술(속도), 문자, 인쇄, 통신 등의 범위를 고려한다.
이 책에서 사용된 증거와 통계 방법은 무료 전자책인 사회 발전(Social Development)과 출판된 책인 문명의 측정(The Measure of Civilization)에 더 자세히 설명되어 있다.